# English Football League One 2017-18
La temporada 2017-18 de la English Football League One fue la decimocuarta edición desde su creación en 2004. Corresponde a la tercera categoría del fútbol inglés y la disputan 24 equipos que buscan el ascenso a la EFL Championship.

## Participantes

### Ascensos
Sheffield United y Bolton Wanderers consiguieron el ascenso directo a la EFL Championship 2017-18, mientras que el Millwall fue el tercer equipo que consiguió el ascenso tras ganar la final de los play-offs ante el Bradford City.
Doncaster Rovers, Plymouth Argyle y el Portsmouth consiguieron el ascenso directo a la EFL League One 2017-18, mientras que el Blackpool consiguió el ascenso tras ganar la final de los play-offs ante el Exeter City.

### Descensos
Port Vale, Swindon Town, Chesterfield y Coventry City fueron los cuatro equipos que descendieron a la English Football League Two 2017-18.
Blackburn Rovers, Wigan Athletic y el Rotherham United fueron relegados a la EFL League One 2017-18

### Ascensos y descensos
| Pos | a EFL Championship |
| --- | ------------------ |
| 1º  | Sheffield United   |
| 2º  | Bolton Wanderers   |
| 3º  | Millwall           |

| Pos | a EFL League One |
| --- | ---------------- |
| 22º | Blackburn Rovers |
| 23º | Wigan Athletic   |
| 24º | Rotherham United |

| Pos | a EFL League One |
| --- | ---------------- |
| 1º  | Portsmouth       |
| 2º  | Plymouth Argyle  |
| 3°  | Doncaster Rovers |
| 4°  | Blackpool        |

| Pos | a EFL League Two |
| --- | ---------------- |
| 21º | Port Vale        |
| 22º | Swindon Town     |
| 23º | Coventry City    |
| 24º | Chesterfield     |

### Datos de los equipos
| Wimbledon                                  | Londres         | Neal Ardley     | Cherry Red Records Stadium   | 4 850  |
| Blackburn Rovers                           | Blackburn       | Tony Mowbray    | Ewood Park                   | 31 367 |
| Blackpool                                  | Blackpool       | Gary Bowyer     | Bloomfield Road              | 17 338 |
| Bradford City                              | Bradford        | Simon Grayson   | Northern Commercials Stadium | 25 136 |
| Bristol Rovers                             | Bristol         | Darrell Clarke  | Memorial Stadium             | 12 300 |
| Bury                                       | Bury            | Ryan Lowe       | Energy Check Stadium         | 11 840 |
| Charlton Athletic                          | Londres         | Lee Bowyer      | The Valley                   | 27 111 |
| Doncaster Rovers                           | Doncaster       | Darren Ferguson | Keepmoat Stadium             | 15 231 |
| Fleetwood Town                             | Fleetwood       | John Sheridan   | Highbury Stadium             | 5 311  |
| Gillingham                                 | Gillingham      | Steve Lovell    | MEMS Priestfield Stadium     | 11 582 |
| Milton Keynes Dons                         | Milton Keynes   | Keith Millen    | Stadium MK                   | 30 500 |
| Northampton Town                           | Northampton     | Dean Austin     | Sixfields Stadium            | 7 653  |
| Oldham Athletic                            | Oldham          | Richie Wellens  | SportsDirect.com Park        | 13 500 |
| Oxford United                              | Oxford          | Karl Robinson   | Kassam Stadium               | 12 500 |
| Peterborough United                        | Peterborough    | Steve Evans     | ABAX Stadium                 | 14 084 |
| Plymouth Argyle                            | Plymouth        | Derek Adams     | Home Park                    | 17 441 |
| Portsmouth                                 | Portsmouth      | Kenny Jackett   | Fratton Park                 | 21 100 |
| Rochdale                                   | Rochdale        | Keith Hill      | Crown Oil Arena              | 10 500 |
| Rotherham United                           | Rotherham       | Paul Warne      | AESSEAL New York Stadium     | 12 021 |
| Scunthorpe United                          | Scunthorpe      | Nick Daws       | Glanford Park                | 9 088  |
| Shrewsbury Town                            | Shrewsbury      | Paul Hurst      | Montgomery Waters Meadow     | 9 875  |
| Southend United                            | Southend-on-Sea | Chris Powell    | Roots Hall                   | 12 392 |
| Walsall                                    | Walsall         | Dean Keates     | Banks's Stadium              | 11 300 |
| Wigan Athletic                             | Wigan           | Paul Cook       | DW Stadium                   | 25 133 |
| Datos actualizados al 22 de abril de 2018. |                 |                 |                              |        |

### Cambios de entrenadores
| Equipo              | Entrenador (Jornadas)            | Fecha de vacante         | Tipo de despido                                          | Posición en la tabla | Entrenador entrante               | Fecha de nombramiento   |
| ------------------- | -------------------------------- | ------------------------ | -------------------------------------------------------- | -------------------- | --------------------------------- | ----------------------- |
| Wigan Athletic      | Graham Barrow (Pretemporada)     | 30 de mayo de 2017       | Mutuo acuerdo                                            | Pretemporada         | Paul Cook                         | 31 de mayo de 2017      |
| Portsmouth          | Paul Cook (Pretemporada)         | 31 de mayo de 2017       | Firmado por el Wigan Athletic                            | Pretemporada         | Kenny Jackett                     | 2 de junio de 2017      |
| Oxford United       | Michael Appleton (Pretemporada)  | 20 de junio de 2017      | Firmado por el Leicester City como asistente del mánager | Pretemporada         | Pep Clotet                        | 1 de julio de 2017      |
| Northampton Town    | Justin Edinburgh (1 - 4)         | 31 de agosto de 2017     | Despedido                                                | 24.º                 | Jimmy Floyd Hasselbaink (6 - ...) | 4 de septiembre de 2017 |
| Oldham Athletic     | John Sheridan (1 - 9)            | 25 de septiembre de 2017 | Mutuo acuerdo                                            | 24.º                 | Richie Wellens (15 - ...)         | 18 de octubre de 2017   |
| Gillingham          | Adrian Pennock (1 - 9)           | 25 de septiembre de 2017 | Mutuo acuerdo                                            | 22.º                 | Steve Lovell (17 - ...)           | 16 de noviembre de 2017 |
| Bury                | Lee Clark (1 - 16)               | 30 de octubre de 2017    | Despedido                                                | 23.º                 | Chris Lucketti (20 - ...)         | 22 de noviembre de 2017 |
| Bury                | Chris Lucketti (20 - 28)         | 15 de enero de 2018      | Despedido                                                | 24.º                 | Ryan Lowe (29 - ...)              | 15 de enero de 2018     |
| Southend United     | Phil Brown (1 - 28)              | 17 de enero de 2018      | Rescisión                                                | 18.º                 | Chris Powell (30 - ...)           | 23 de enero de 2018     |
| Milton Keynes Dons  | Robbie Neilson (1 - 29)          | 20 de enero de 2018      | Mutuo acuerdo                                            | 21.º                 | Dan Micciche (30 - ...)           | 23 de enero de 2018     |
| Oxford United       | Pep Clotet (1 - 29)              | 22 de enero de 2018      | Despedido                                                | 10.º                 | Karl Robinson (39 - ...)          | 22 de marzo de 2018     |
| Bradford City       | Stuart McCall (1 - 31)           | 5 de febrero de 2018     | Despedido                                                | 6.º                  | Simon Grayson (33 - ...)          | 11 de febrero de 2018   |
| Fleetwood Town      | Uwe Rösler (1 - 33)              | 16 de febrero de 2018    | Despedido                                                | 20.º                 | John Sheridan (35 - ...)          | 22 de febrero de 2018   |
| Peterborough United | Grant McCann (1 - 35)            | 25 de febrero de 2018    | Despedido                                                | 10.º                 | Steve Evans (36 - ...)            | 28 de febrero de 2018   |
| Walsall             | Jon Whitney (1 - 37)             | 12 de marzo de 2018      | Despedido                                                | 14.º                 | Dean Keates (38 - ...)            | 16 de marzo de 2018     |
| Charlton Athletic   | Karl Robinson (1 - 38)           | 22 de marzo de 2018      | Firmado por el Oxford United                             | 9.º                  | Lee Bowyer (39 - ...)             | 22 de marzo de 2018     |
| Scunthorpe United   | Graham Alexander (1 - 39)        | 24 de marzo de 2018      | Despedido                                                | 5.º                  | Nick Daws (43 - ...)              | 11 de abril de 2018     |
| Northampton Town    | Jimmy Floyd Hasselbaink (6 - 41) | 2 de abril de 2018       | Despedido                                                | 23.º                 | Dean Austin (42 - ...)            | 2 de abril de 2018      |
| Milton Keynes Dons  | Dan Micciche (30 - 44)           | 22 de abril de 2018      | Despedido                                                | 23.º                 | Keith Millen (45 - ...)           | 22 de abril de 2018     |

## Clasificación
Los dos primeros equipos de la clasificación ascienden directamente a la EFL Championship 2018-19, los clubes ubicados del tercer al sexto puesto disputan un play-off para determinar un tercer ascenso.
|                                                 | Pos | Equipo                 | Pts | PJ | PG | PE | PP | GF | GC | Dif | Notas                                     |
| ----------------------------------------------- | --- | ---------------------- | --- | -- | -- | -- | -- | -- | -- | --- | ----------------------------------------- |
| Archivo:English football league logo detail.png | 1.  | Wigan Athletic (C) (A) | 98  | 46 | 29 | 11 | 6  | 89 | 29 | 60  | Ascenso a la EFL Championship             |
| Archivo:English football league logo detail.png | 2.  | Blackburn Rovers (A)   | 96  | 46 | 28 | 12 | 6  | 82 | 40 | 42  | Ascenso a la EFL Championship             |
| Archivo:English football league logo detail.png | 3.  | Shrewsbury Town        | 87  | 46 | 25 | 12 | 9  | 60 | 39 | 21  | Playoffs de ascenso a la EFL Championship |
| Archivo:English football league logo detail.png | 4.  | Rotherham United (A)   | 79  | 46 | 24 | 7  | 15 | 73 | 53 | 20  | Playoffs de ascenso a la EFL Championship |
| Archivo:English football league logo detail.png | 5.  | Scunthorpe United      | 74  | 46 | 19 | 17 | 10 | 65 | 50 | 15  | Playoffs de ascenso a la EFL Championship |
| Archivo:English football league logo detail.png | 6.  | Charlton Athletic      | 71  | 46 | 20 | 11 | 15 | 58 | 51 | 7   | Playoffs de ascenso a la EFL Championship |
|                                                 | 7.  | Plymouth Argyle        | 68  | 46 | 19 | 11 | 16 | 58 | 59 | -1  |                                           |
|                                                 | 8.  | Portsmouth             | 66  | 46 | 20 | 6  | 20 | 57 | 56 | 1   |                                           |
|                                                 | 9.  | Peterborough United    | 64  | 46 | 17 | 13 | 16 | 68 | 60 | 8   |                                           |
|                                                 | 10. | Southend United        | 63  | 46 | 17 | 12 | 17 | 58 | 62 | -4  |                                           |
|                                                 | 11. | Bradford City          | 63  | 46 | 18 | 9  | 19 | 57 | 67 | -10 |                                           |
|                                                 | 12. | Blackpool              | 60  | 46 | 15 | 15 | 16 | 60 | 55 | 5   |                                           |
|                                                 | 13. | Bristol Rovers         | 59  | 46 | 16 | 11 | 19 | 60 | 66 | -6  |                                           |
|                                                 | 14. | Fleetwood Town         | 57  | 46 | 16 | 9  | 21 | 59 | 68 | -9  |                                           |
|                                                 | 15. | Doncaster Rovers       | 56  | 46 | 13 | 17 | 16 | 52 | 52 | 0   |                                           |
|                                                 | 16. | Oxford United          | 56  | 46 | 15 | 11 | 20 | 61 | 66 | -5  |                                           |
|                                                 | 17. | Gillingham             | 56  | 46 | 13 | 17 | 16 | 50 | 55 | -5  |                                           |
|                                                 | 18. | Wimbledon              | 53  | 46 | 13 | 14 | 19 | 47 | 58 | -11 |                                           |
|                                                 | 19. | Walsall                | 52  | 46 | 13 | 13 | 20 | 53 | 66 | -13 |                                           |
|                                                 | 20. | Rochdale               | 51  | 46 | 11 | 18 | 17 | 49 | 57 | -8  |                                           |
| Archivo:English football league logo detail.png | 21. | Oldham Athletic (D)    | 50  | 46 | 11 | 17 | 18 | 58 | 75 | -17 | Descenso de categoría                     |
| Archivo:English football league logo detail.png | 22. | Northampton Town (D)   | 47  | 46 | 12 | 11 | 23 | 43 | 77 | -34 | Descenso de categoría                     |
| Archivo:English football league logo detail.png | 23. | Milton Keynes Dons (D) | 45  | 46 | 11 | 12 | 23 | 43 | 69 | -26 | Descenso de categoría                     |
| Archivo:English football league logo detail.png | 24. | Bury (D)               | 36  | 46 | 8  | 12 | 26 | 41 | 71 | -30 | Descenso de categoría                     |

### Evolución de las posiciones
| Equipo / Jornada    | 1  | 2  | 3  | 4  | 5  | 6  | 7  | 8  | 9  | 10 | 11 | 12 | 13 | 14 | 15 | 16 | 17 | 18 | 19 | 20 | 21 | 22 | 23 | 24 | 25 | 26 | 27 | 28 | 29 | 30 | 31 | 32 | 33 | 34 | 35 | 36 | 37 | 38 | 39 | 40 | 41 | 42 | 43 | 44 | 45 | 46 |
| Equipo / Jornada    |    |    |    |    |    |    |    |    |    |    |    |    |    |    |    |    |    |    |    |    |    |    |    |    |    |    |    |    |    |    |    |    |    |    |    |    |    |    |    |    |    |    |    |    |    |    |
| ------------------- | -- | -- | -- | -- | -- | -- | -- | -- | -- | -- | -- | -- | -- | -- | -- | -- | -- | -- | -- | -- | -- | -- | -- | -- | -- | -- | -- | -- | -- | -- | -- | -- | -- | -- | -- | -- | -- | -- | -- | -- | -- | -- | -- | -- | -- | -- |
| Wigan Athletic      | 8  | 3  | 1  | 2  | 2  | 4  | 2  | 2  | 4  | 2  | 2  | 2  | 1  | 2  | 2  | 2  | 1  | 2  | 1  | 1  | 1  | 1  | 1  | 1  | 1  | 1  | 1  | 1  | 1  | 1  | 1  | 1  | 1  | 1  | 1  | 1  | 1  | 1  | 1  | 1  | 1  | 1  | 1  | 1  | 1  | 1  |
| Blackburn Rovers    | 15 | 22 | 17 | 10 | 11 | 10 | 8  | 9  | 9  | 7  | 4  | 4  | 6  | 6  | 4  | 5  | 4  | 4  | 4  | 2  | 2  | 2  | 2  | 2  | 2  | 2  | 3  | 2  | 2  | 2  | 2  | 2  | 2  | 2  | 2  | 2  | 2  | 2  | 2  | 2  | 2  | 2  | 2  | 2  | 2  | 2  |
| Shrewsbury Town     | 10 | 6  | 4  | 3  | 3  | 1  | 1  | 1  | 1  | 1  | 1  | 1  | 2  | 1  | 1  | 1  | 2  | 1  | 2  | 3  | 3  | 3  | 3  | 3  | 3  | 2  | 3  | 3  | 3  | 3  | 3  | 3  | 3  | 3  | 3  | 3  | 3  | 3  | 3  | 3  | 3  | 3  | 3  | 3  | 3  | 3  |
| Rotherham United    | 24 | 8  | 15 | 19 | 12 | 11 | 10 | 10 | 8  | 10 | 8  | 5  | 4  | 5  | 6  | 7  | 7  | 8  | 10 | 13 | 9  | 10 | 9  | 9  | 8  | 7  | 7  | 8  | 7  | 8  | 5  | 5  | 4  | 4  | 4  | 4  | 4  | 4  | 4  | 4  | 4  | 4  | 4  | 4  | 4  | 4  |
| Scunthorpe United   | 11 | 16 | 9  | 6  | 5  | 6  | 11 | 6  | 5  | 5  | 7  | 9  | 11 | 12 | 8  | 6  | 6  | 6  | 5  | 4  | 5  | 5  | 4  | 4  | 4  | 4  | 4  | 4  | 4  | 4  | 4  | 4  | 5  | 5  | 5  | 5  | 5  | 5  | 5  | 7  | 6  | 6  | 5  | 5  | 5  | 5  |
| Charlton Athletic   | 7  | 13 | 6  | 4  | 4  | 2  | 4  | 7  | 7  | 9  | 6  | 7  | 5  | 4  | 3  | 3  | 3  | 3  | 3  | 5  | 6  | 6  | 6  | 6  | 7  | 8  | 8  | 6  | 5  | 6  | 7  | 7  | 7  | 6  | 6  | 6  | 9  | 9  | 7  | 5  | 5  | 5  | 6  | 6  | 6  | 6  |
| Plymouth Argyle     | 17 | 9  | 10 | 17 | 18 | 20 | 23 | 23 | 23 | 24 | 24 | 24 | 24 | 24 | 24 | 24 | 23 | 23 | 23 | 24 | 23 | 22 | 20 | 19 | 20 | 16 | 12 | 14 | 15 | 13 | 12 | 10 | 10 | 8  | 8  | 7  | 8  | 6  | 8  | 6  | 8  | 7  | 7  | 7  | 7  | 7  |
| Portsmouth          | 2  | 12 | 13 | 14 | 16 | 14 | 13 | 12 | 15 | 11 | 15 | 13 | 10 | 11 | 12 | 14 | 12 | 11 | 11 | 8  | 7  | 7  | 8  | 8  | 6  | 6  | 6  | 7  | 9  | 9  | 9  | 8  | 9  | 10 | 10 | 11 | 12 | 10 | 10 | 10 | 9  | 8  | 8  | 8  | 9  | 8  |
| Peterborough United | 5  | 2  | 2  | 1  | 1  | 3  | 3  | 3  | 2  | 3  | 5  | 6  | 8  | 8  | 9  | 8  | 8  | 9  | 7  | 7  | 10 | 8  | 7  | 7  | 9  | 9  | 9  | 9  | 8  | 5  | 6  | 6  | 6  | 7  | 7  | 8  | 6  | 7  | 9  | 9  | 7  | 9  | 9  | 10 | 8  | 9  |
| Southend United     | 6  | 15 | 14 | 15 | 15 | 17 | 18 | 17 | 16 | 14 | 12 | 15 | 16 | 16 | 13 | 11 | 9  | 12 | 8  | 9  | 12 | 12 | 13 | 11 | 13 | 17 | 17 | 19 | 18 | 17 | 15 | 14 | 13 | 13 | 11 | 13 | 13 | 13 | 11 | 12 | 11 | 12 | 13 | 12 | 10 | 10 |
| Bradford City       | 4  | 5  | 7  | 9  | 6  | 5  | 5  | 4  | 3  | 4  | 3  | 3  | 3  | 3  | 5  | 4  | 5  | 5  | 6  | 6  | 4  | 4  | 5  | 5  | 5  | 5  | 5  | 5  | 6  | 7  | 8  | 9  | 8  | 9  | 9  | 9  | 7  | 8  | 6  | 8  | 10 | 10 | 10 | 9  | 11 | 11 |
| Blackpool           | 16 | 11 | 11 | 8  | 8  | 9  | 7  | 5  | 6  | 6  | 9  | 11 | 12 | 9  | 11 | 12 | 13 | 13 | 13 | 12 | 13 | 13 | 12 | 15 | 15 | 13 | 16 | 16 | 16 | 15 | 16 | 17 | 15 | 15 | 14 | 12 | 14 | 14 | 14 | 16 | 15 | 14 | 12 | 11 | 12 | 12 |
| Bristol Rovers      | 21 | 24 | 19 | 11 | 14 | 12 | 12 | 15 | 14 | 16 | 14 | 12 | 13 | 13 | 16 | 13 | 15 | 15 | 14 | 15 | 15 | 16 | 17 | 16 | 16 | 14 | 14 | 15 | 13 | 11 | 13 | 11 | 11 | 12 | 12 | 10 | 10 | 11 | 12 | 11 | 12 | 11 | 11 | 13 | 13 | 13 |
| Fleetwood Town      | 3  | 4  | 3  | 5  | 7  | 8  | 6  | 8  | 10 | 8  | 10 | 8  | 9  | 10 | 10 | 9  | 10 | 10 | 12 | 11 | 14 | 15 | 15 | 14 | 11 | 12 | 13 | 12 | 14 | 16 | 17 | 16 | 18 | 18 | 18 | 17 | 17 | 17 | 15 | 13 | 13 | 13 | 15 | 15 | 16 | 14 |
| Doncaster Rovers    | 13 | 7  | 8  | 13 | 13 | 16 | 16 | 19 | 17 | 18 | 19 | 18 | 18 | 18 | 19 | 17 | 16 | 17 | 18 | 17 | 18 | 18 | 14 | 12 | 10 | 11 | 11 | 11 | 12 | 14 | 14 | 15 | 17 | 14 | 15 | 16 | 15 | 15 | 16 | 14 | 14 | 15 | 14 | 14 | 14 | 15 |
| Oxford United       | 1  | 1  | 5  | 7  | 9  | 7  | 9  | 11 | 12 | 15 | 13 | 10 | 7  | 7  | 7  | 10 | 11 | 7  | 9  | 10 | 8  | 9  | 10 | 10 | 12 | 10 | 10 | 10 | 10 | 12 | 10 | 13 | 14 | 16 | 16 | 18 | 19 | 16 | 17 | 17 | 17 | 18 | 17 | 16 | 15 | 16 |
| Gillingham          | 14 | 18 | 20 | 21 | 22 | 23 | 24 | 20 | 22 | 22 | 23 | 23 | 22 | 22 | 23 | 22 | 22 | 20 | 20 | 20 | 21 | 19 | 18 | 17 | 18 | 15 | 15 | 13 | 11 | 10 | 11 | 12 | 12 | 11 | 13 | 14 | 11 | 12 | 13 | 15 | 16 | 16 | 16 | 17 | 17 | 17 |
| AFC Wimbledon       | 12 | 17 | 22 | 16 | 17 | 18 | 20 | 16 | 19 | 20 | 21 | 21 | 21 | 19 | 20 | 20 | 21 | 19 | 19 | 21 | 22 | 24 | 21 | 21 | 21 | 21 | 21 | 22 | 21 | 18 | 19 | 20 | 22 | 20 | 19 | 19 | 18 | 18 | 19 | 19 | 19 | 19 | 18 | 18 | 19 | 18 |
| Walsall             | 18 | 10 | 12 | 12 | 10 | 13 | 14 | 14 | 13 | 13 | 16 | 16 | 17 | 17 | 14 | 15 | 17 | 18 | 16 | 14 | 11 | 11 | 11 | 13 | 14 | 18 | 18 | 17 | 17 | 20 | 18 | 18 | 16 | 17 | 17 | 15 | 16 | 19 | 18 | 18 | 18 | 17 | 19 | 19 | 18 | 19 |
| Rochdale            | 23 | 19 | 21 | 22 | 21 | 21 | 17 | 21 | 18 | 17 | 17 | 19 | 20 | 20 | 18 | 19 | 20 | 22 | 22 | 19 | 19 | 21 | 23 | 23 | 23 | 23 | 23 | 23 | 23 | 23 | 23 | 23 | 23 | 23 | 23 | 23 | 22 | 23 | 23 | 22 | 21 | 21 | 20 | 20 | 21 | 20 |
| Oldham Athletic     | 22 | 23 | 23 | 23 | 23 | 24 | 21 | 24 | 24 | 23 | 18 | 17 | 15 | 15 | 17 | 18 | 18 | 16 | 17 | 18 | 16 | 14 | 16 | 18 | 19 | 20 | 20 | 20 | 22 | 22 | 22 | 22 | 19 | 19 | 21 | 20 | 20 | 20 | 20 | 21 | 20 | 20 | 21 | 21 | 20 | 21 |
| Northampton Town    | 20 | 21 | 24 | 24 | 24 | 22 | 19 | 18 | 20 | 21 | 22 | 22 | 23 | 23 | 22 | 21 | 19 | 21 | 21 | 22 | 24 | 20 | 22 | 22 | 22 | 22 | 22 | 21 | 19 | 21 | 21 | 19 | 20 | 21 | 20 | 21 | 21 | 21 | 22 | 23 | 23 | 23 | 22 | 22 | 22 | 22 |
| Milton Keynes Dons  | 19 | 20 | 16 | 20 | 20 | 15 | 15 | 13 | 11 | 12 | 11 | 14 | 14 | 14 | 15 | 16 | 14 | 14 | 15 | 16 | 17 | 17 | 19 | 20 | 17 | 19 | 19 | 18 | 20 | 19 | 20 | 21 | 21 | 22 | 22 | 22 | 23 | 22 | 22 | 20 | 22 | 22 | 23 | 23 | 23 | 23 |
| Bury                | 9  | 14 | 18 | 18 | 19 | 19 | 22 | 22 | 21 | 19 | 20 | 20 | 19 | 21 | 21 | 23 | 24 | 24 | 24 | 23 | 20 | 23 | 24 | 24 | 24 | 24 | 24 | 24 | 24 | 24 | 24 | 24 | 24 | 24 | 24 | 24 | 24 | 24 | 24 | 24 | 24 | 24 | 24 | 24 | 24 | 24 |

|  |

## Play-offs por el tercer ascenso a la EFL Championship
|  | Semifinales       | Semifinales | Semifinales      |   |                 | Final | Final |  |
|  |                   |             |                  |   |                 |       |       |  |
|  |                   |             |                  |   |                 |       |       |  |
|  | Charlton Athletic | 0           | 0                |   |                 |       |       |  |
|  | Charlton Athletic | 0           | 0                |   |                 |       |       |  |
|  | Shrewsbury Town   | 1           | 1                |   |                 |       |       |  |
|  | Shrewsbury Town   | 1           | 1                |   | Shrewsbury Town | 1     |       |  |
|  |                   |             |                  |   | Shrewsbury Town | 1     |       |  |
|  |                   |             | Rotherham United | 2 |                 |       |       |  |
|  | Scunthorpe United | 2           | Rotherham United | 2 | 0               |       |       |  |
|  | Scunthorpe United | 2           |                  |   | 0               |       |       |  |
|  | Rotherham United  | 2           | 2                |   |                 |       |       |  |
|  | Rotherham United  | 2           | 2                |   |                 |       |       |  |
|  |                   |             |                  |   |                 |       |       |  |

### Semifinales
| Play-Offs - Semifinal Ida; 10 de mayo de 2018, 19:45 UTC+0 | Charlton Athletic | 0:1 (0:0) | Shrewsbury Town | The Valley, Londres                                      |                                                          |
|                                                            |                   |           | Nolan 80'       | Asistencia: 14 367 espectadores Árbitro(s): Simon Hooper | Asistencia: 14 367 espectadores Árbitro(s): Simon Hooper |

| Play-Offs - Semifinal Vuelta; 13 de mayo de 2018, 17:15 UTC+0 | Shrewsbury Town | 1:0 (0:0) | Charlton Athletic | New Meadow, Shrewsbury                                   |                                                          |
|                                                               | Morris 58'      |           |                   | Asistencia: 9016 espectadores Árbitro(s): Jeremy Simpson | Asistencia: 9016 espectadores Árbitro(s): Jeremy Simpson |

| Play-Offs - Semifinal Ida; 12 de mayo de 2018, 12:30 UTC+0 | Scunthorpe United          | 2:2 (1:1) | Rotherham United        | Glanford Park, Scunthorpe                              |                                                        |
|                                                            | Ihiekwe 18' · McGeehan 88' |           | Taylor 17' · Newell 64' | Asistencia: 6591 espectadores Árbitro(s): Tim Robinson | Asistencia: 6591 espectadores Árbitro(s): Tim Robinson |

| Play-Offs - Semifinal Vuelta; 16 de mayo de 2018, 19:45 UTC+0 | Rotherham United        | 2:0 (1:0) | Scunthorpe United | New York Stadium, Rotherham                              |                                                          |
|                                                               | Wood 45+2' · Vaulks 63' |           |                   | Asistencia: 11 061 espectadores Árbitro(s): Scott Duncan | Asistencia: 11 061 espectadores Árbitro(s): Scott Duncan |

### Final
| Play-Offs - Final; 27 de mayo de 2018, 9:00 UTC+0 | Rotherham United | 2:1 (1:0) | Shrewsbury Town | Wembley Stadium, Londres                                 |                                                          |
|                                                   | Wood 32' 103'    |           | Alex Rodman 58' | Asistencia: 26 218 espectadores Árbitro(s): Robert Jones | Asistencia: 26 218 espectadores Árbitro(s): Robert Jones |

## Estadísticas

### Goleadores
| Jack Marriott                             | Peterborough United | 27 | 44 | 0.61 |
| Brett Pitman                              | Portsmouth          | 22 | 36 | 0.61 |
| Will Grigg                                | Wigan Athletic      | 18 | 41 | 0.44 |
| Bradley Dack                              | Blackburn Rovers    | 18 | 42 | 0.43 |
| Nick Powell                               | Wigan Athletic      | 15 | 37 | 0.41 |
| Charlie Wyke                              | Bradford City       | 15 | 37 | 0.41 |
| Eoin Doyle                                | Oldham Athletic     | 14 | 28 | 0.5  |
| Tom Eaves                                 | Gillingham          | 14 | 39 | 0.36 |
| Charlie Mulgrew                           | Blackburn Rovers    | 14 | 40 | 0.35 |
| Danny Graham                              | Blackburn Rovers    | 14 | 41 | 0.34 |
| Erhun Oztumer                             | Walsall             | 14 | 42 | 0.33 |
| John Marquis                              | Doncaster Rovers    | 14 | 42 | 0.33 |
| Lyle Taylor                               | Wimbledon           | 14 | 43 | 0.33 |
| Última actualización: 28 de abril de 2018 |                     |    |    |      |

### Récords de goles
- Primer gol de la temporada: Anotado por Gary Sawyer, para el Peterborough United contra el Plymouth Argyle (5 de agosto de 2017).
- Último gol de la temporada: Anotado por Elliott List, para el Gillingham contra el Plymouth Argyle (6 de mayo de 2018).
- Gol más rápido: Anotado por Andy Butler en el minuto 2, para el Doncaster Rovers contra el Bury (17 de abril de 2018).
- Gol más cercano al final del encuentro: Anotado por Jack Marriott en el minuto 90+8, para el Peterborough United contra el Rotherham United (30 de marzo de 2018).